# Rm (یونیکس)

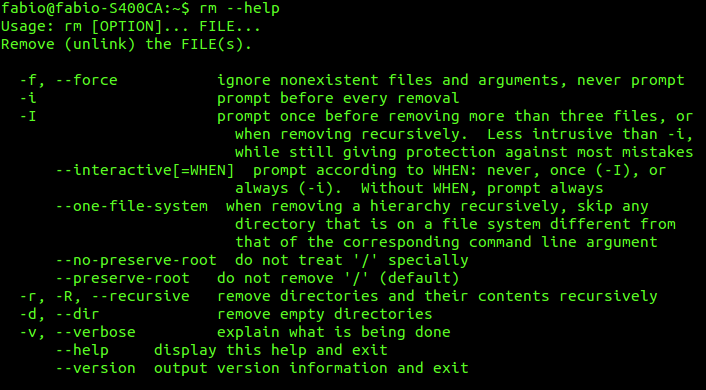
rm (یونیکس)

rm یکی از دستورهای خط فرمان یونیکس است و نام آن مخفف remove است. این دستور جهت پاک کردن فایل‌ها از روی دیسک به کار می‌رود.
```
rm
 
file1

```

فایلی به نام file1 را پاک می‌کند.
```
rm
 
file1
 
file2
 
file3
 
...

```

فایل‌های file1 file2 file3 را پاک می‌کند.
```
rm
 
-i
 
file

```

پیش از پاک کردن file از کاربر تایید می‌گیرد.
```
rm
 
-r
 
dir1

```

دایرکتوری dir1 را با تمام محتویاتش به صورت بازگشتی پاک می‌کند.